# Your Mother Should Know
〈Your Mother Should Know〉는 1967년 음반 《Magical Mystery Tour》에서 비틀즈가 작곡한 곡으로, 1967년 11월 27일 미국에서 LP로, 1967년 12월 8일 영국에서 더블 EP로 발매한 곡이다. 이 곡은 폴 매카트니(레논-매카트니에게 인정)가 《꿀맛》이라는 각본의 대사를 바탕으로 작곡했다.

## 참여 인원
- 폴 매카트니 – 리드와 백킹 보컬, 피아노, 베이스 기타
- 존 레논 – 백킹 보컬, 해먼드 오르간
- 조지 해리슨 – 백킹 보컬, 기타
- 링고 스타 – 드럼, 탬버린